# Esteville
Esteville és un municipi francès situat al departament del Sena Marítim i a la regió de Normandia. L'any 2007 tenia 529 habitants.

## Demografia

### Població
El 2007 la població de fet d'Esteville era de 529 persones. Hi havia 172 famílies de les quals 28 eren unipersonals (12 homes vivint sols i 16 dones vivint soles), 48 parelles sense fills, 88 parelles amb fills i 8 famílies monoparentals amb fills.
La població ha evolucionat segons el següent gràfic:
Habitants censats

### Habitatges
El 2007 hi havia 181 habitatges, 178 eren l'habitatge principal de la família, 2 eren segones residències i 1 estava desocupat. Tots els 180 habitatges eren cases. Dels 178 habitatges principals, 157 estaven ocupats pels seus propietaris, 16 estaven llogats i ocupats pels llogaters i 5 estaven cedits a títol gratuït; 2 tenien dues cambres, 12 en tenien tres, 30 en tenien quatre i 134 en tenien cinc o més. 153 habitatges disposaven pel capbaix d'una plaça de pàrquing. A 76 habitatges hi havia un automòbil i a 97 n'hi havia dos o més.

### Piràmide de població
La piràmide de població per edats i sexe el 2009 era:
| Homes | Edats   | Dones |
| ----- | ------- | ----- |
| 0     | 95 o +  | 0     |
| 0     | 90 a 94 | 4     |
| 0     | 85 a 89 | 0     |
| 0     | 80 a 84 | 8     |
| 4     | 75 a 79 | 0     |
| 8     | 70 a 74 | 8     |
| 8     | 65 a 69 | 0     |
| 8     | 60 a 64 | 20    |
| 16    | 55 a 59 | 12    |
| 20    | 50 a 54 | 4     |
| 16    | 45 a 49 | 16    |
| 8     | 40 a 44 | 4     |
| 12    | 35 a 39 | 4     |
| 20    | 30 a 34 | 28    |
| 16    | 25 a 29 | 16    |
| 8     | 20 a 24 | 20    |
| 4     | 15 a 19 | 16    |
| 4     | 10 a 14 | 8     |
| 8     | 5 a 9   | 8     |
| 16    | 0 a 4   | 16    |

## Economia
El 2007 la població en edat de treballar era de 360 persones, 272 eren actives i 88 eren inactives. De les 272 persones actives 251 estaven ocupades (136 homes i 115 dones) i 21 estaven aturades (11 homes i 10 dones). De les 88 persones inactives 33 estaven jubilades, 27 estaven estudiant i 28 estaven classificades com a «altres inactius».

### Ingressos
El 2009 a Esteville hi havia 173 unitats fiscals que integraven 486 persones, la mediana anual d'ingressos fiscals per persona era de 19.860 €.

### Activitats econòmiques
Dels 15 establiments que hi havia el 2007, 1 era d'una empresa alimentària, 10 d'empreses de construcció, 1 d'una empresa de comerç i reparació d'automòbils, 2 d'empreses de transport i 1 d'una empresa de serveis.
Dels 10 establiments de servei als particulars que hi havia el 2009, 4 eren paletes, 1 guixaire pintor, 2 fusteries i 3 lampisteries.
L'any 2000 a Esteville hi havia 10 explotacions agrícoles.

## Equipaments sanitaris i escolars
El 2009 hi havia una escola elemental integrada dins d'un grup escolar amb les comunes properes formant una escola dispersa.

## Poblacions més properes
El següent diagrama mostra les poblacions més properes.